# تشيرنياخوفسك

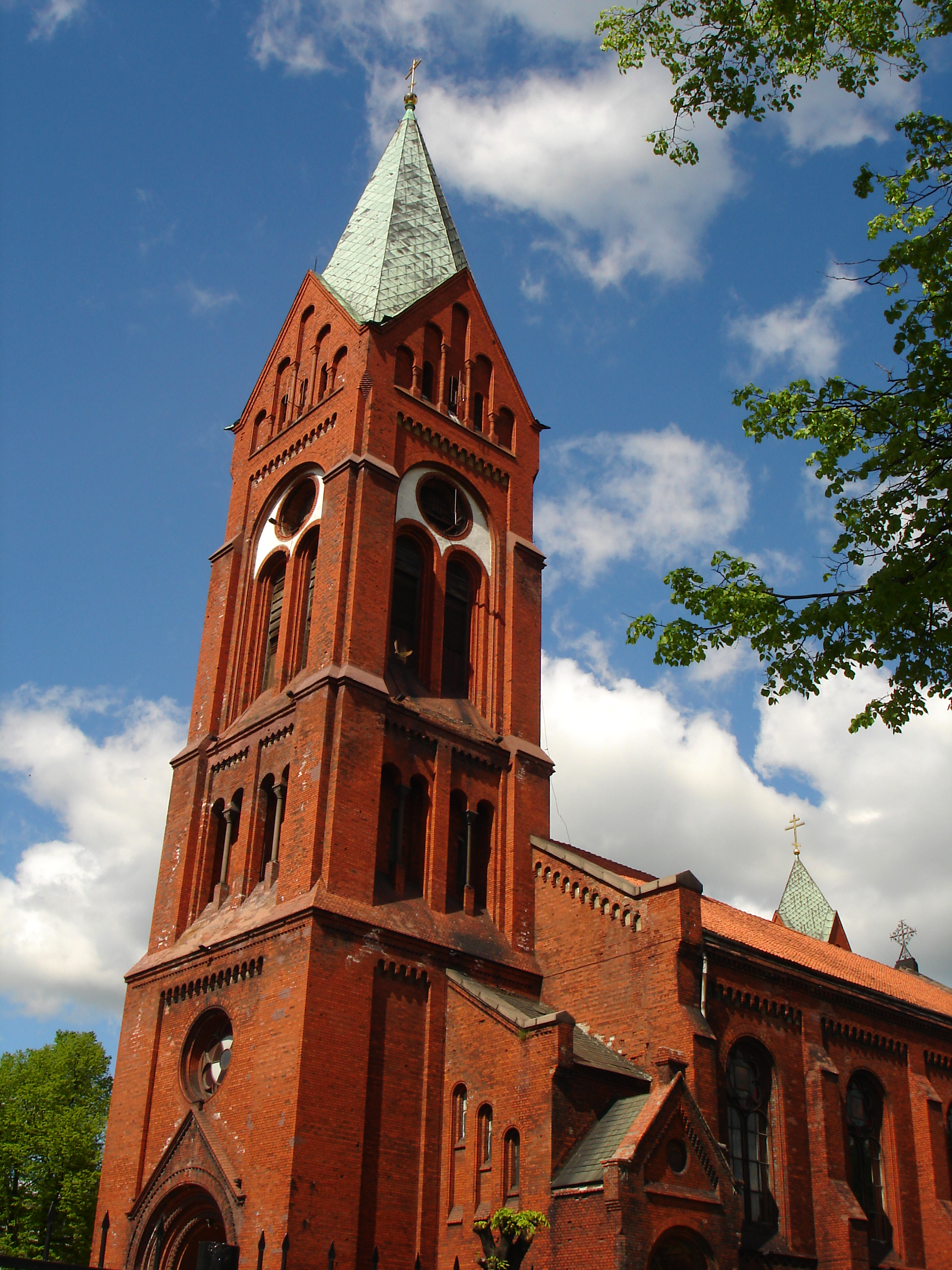
كنيسة القديس "مايكل أرشانجل" في مدينة تشيرنياخوفسك.

تشيرنياخوفسك (بالروسية: Черняховск) هي إحدى مدن روسيا في الكيان الفدرالي الروسي كالينينغراد أوبلاست. تقع المدينة على مقرنٍ لنهري إنزتروتش وأنغرابا، حيث يُشكِّلان معاً نهر بريغولايا [الإنجليزية]. ويعود تاريخها حتى سنة 1336، عندما شيَّد ديتريتش فون ألتينبرغ قائد الحملة الصليبية البروسية لفرسان تيوتون قلعة قريباً من موقعها الحديث. بلغ عدد سكان تشيرنياخوفسك 39,622 نسمة بحسب إحصاء عام 1989، وقد ارتفع عدد سكانها بحسب إحصاء 2002 حتى 44,323، إلا أنه عاود الانخفاض في إحصاء عام 2010 ليدتنَّى إلى 40,490 نسمة. سُميت المدينة باسم جنرال الجيش إيفان تشرنياخوفسكي، الذي وصل أولًا بقواته إلى بافاريا الشرقية في 1944.

## توأمة
لتشيرنياخوفسك اتفاقيات توأمة مع كل من:
- ماريامبوله
- Brzeg Dolny [الإنجليزية]‏
- غروجونتس
- فيغورجيفو
- سووالكي
- كيرشهايمبولاندن

## أعلام
- هانس أوتو إردمان
- مارتن غرونبيرغ
- أناتولي هيرزفيلد
- كارل يوردان
- هانس هورست ماير